# Cattedrale di Belfort
La cattedrale di San Cristoforo (in francese: cathédrale Saint-Christophe de Belfort) è il principale luogo di culto cattolico di Belfort, nel dipartimento del territorio di Belfort. La chiesa, cattedrale della diocesi di Belfort-Montbéliard, è monumento storico di Francia dal 1930.

## Storia
La cattedrale fu costruita dal 1727 al 1750 come chiesa abbaziale dall'imprenditore Henri Schuller, 
La cava di pietra arenaria rosa di Offemont, a tre chilometri da Belfort, forniva la pietra necessaria. Il 16 ottobre 1727 il prevosto del collegio Jean-Claude Noblat, delegato di Sua Altezza Grimaldi, ha proceduto a benedire la terra e la prima pietra dell'edificio. 
L'abbazia fu aperta al culto nel 1750, ma non fu completata fino al 1845, data di costruzione della torre sud.
L'edificio è classificato come monumento storico nel 1930. 
La chiesa fu eretta come cattedrale nel 1979 durante la creazione della diocesi di Belfort-Montbéliard.

## Altri progetti

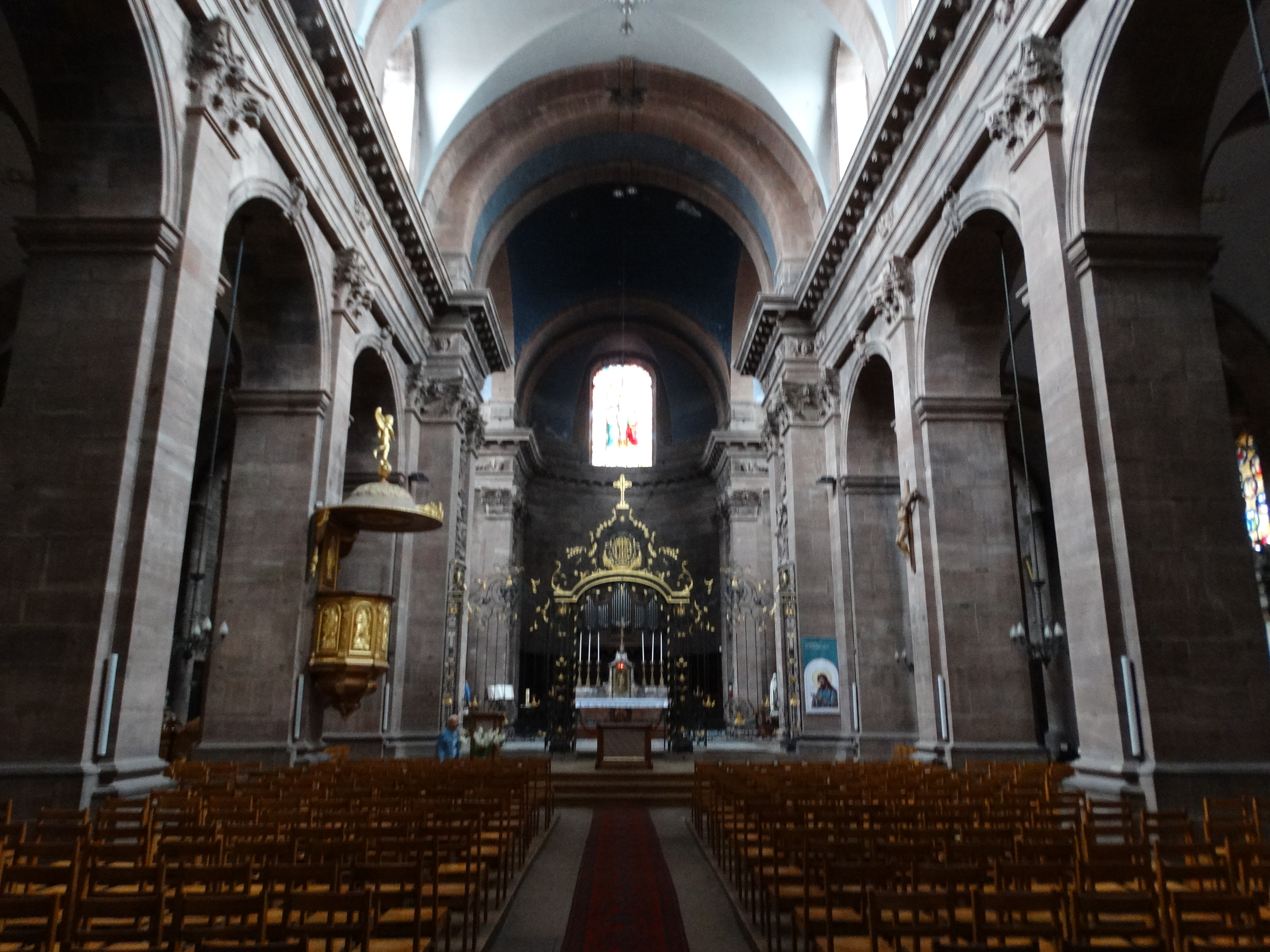
Cattedrale di Belfort (vista interna)